# رود شونای
رود شونای رودی است که به خلیج ایسه می‌ریزد. این رود از کشور ژاپن می‌گذرد و طول آن ۹۶ کیلومتر (۶۰ مایل) است.